# ريك كرامر
ريك كرامر (بالإنجليزية: Rick Cramer)‏ هو لاعب غولف أمريكي، ولد في 19 يوليو 1960 في إنديبيندنس في الولايات المتحدة.

## وصلات خارجية
- ريك كرامر على موقع رابطة لاعبي الغولف المحترفين (الإنجليزية)